# Tara Flood
Tara Flood (nacida en 1966) es una nadadora paralímpica británica retirada que compitió en tres Juegos Paralímpicos y ganó siete medallas. Nació sin sus antebrazos. Actualmente es una activista por los derechos de los discapacitados.

## Biografía
Flood nació en Preston, Lancashire y fue discriminada por su abuela, que a menudo insultaba a su madre diciendo "mira lo que dio a luz Sally", lo que afectó emocionalmente tanto a Tara como a su madre. Su madre tuvo un ataque de nervios cuando Tara tenía dos días de nacida y fue fuertemente sedada.
Asistió a una escuela especial residencial en Sussex, desde los dieciséis meses hasta su decimosexto cumpleaños.

## Carrera
Sus primeras experiencias en la piscina fueron cuando tenía dos o tres años y fue arrojada a la piscina lo cual describió como: "aquellos de nosotros que literalmente salimos a la superficie estábamos como, oh, genial, realmente vamos y aquellos que no lo hicieron fueron simplemente retirados".
Comenzó a nadar a los cinco años en su escuela residencial donde tomó clases de natación con otros niños que tenían discapacidades similares a la suya. Inició su participación competitivamente a los doce años y luego asistió a los Juegos Paralímpicos de verano de 1984 en Nueva York a los trece años.

## Activismo
Trabaja en Londres como activista l s derechos de los discapacitados y trabajó en varias organizaciones benéficas proderechos de personas con discapacidad en la ciudad. También participó en la Convención de las Naciones Unidas sobre los derechos de llospdiscapacitados  está haciendo campaña para que la Convención se implemente por completo.